# Liesbeth van Ast
Liesbeth van Ast-Spruyt (21 april 1960) is een voormalige Nederlandse langeafstandsloopster.

## Loopbaan
Van Ast-Spruyt beleefde in 1993 haar sterkste jaar. In een tijdsbestek van vier maanden verbeterde zij al haar persoonlijke records. Op 10 oktober 1993 won ze de marathon van Eindhoven in een tijd van 2:40.57, na een week hiervoor op de Bredase Singelloop (halve marathon) haar persoonlijk record van 1:16.06 gelopen te hebben.
Een maand later deed Liesbeth van Ast opnieuw van zich spreken bij de Zevenheuvelenloop, waar zij zich in de door Tegla Loroupe gewonnen wedstrijd met een tijd van 53.00,4 als achtste en vierde Nederlandse aan de finish meldde.

## Persoonlijke records
| Afstand        | Tijd    | Datum             | Plaats      |
| -------------- | ------- | ----------------- | ----------- |
| 10 km          | 34.56   | 12 september 1993 | Rotterdam   |
| 15 km          | 53.00   | 21 november 1993  | Nijmegen    |
| 10 Eng. mijl   | 57.02   | 4 december 1993   | Brielle     |
| 20 km          | 1:13.39 | 12 december 1993  | Ouwerkerk   |
| halve marathon | 1:16.06 | 3 oktober 1993    | Breda       |
| 25 km          | 1:32.17 | 25 september 1993 | Zevenbergen |
| marathon       | 2:40.57 | 10 oktober 1993   | Eindhoven   |

## Palmares

### 10 km
- 1993: 5e Konmar-Ooserhof Run in Rotterdam - 34.56

### 15 km
- 1993: 8e Zevenheuvelenloop - 53.00,4
- 1998:  Animoloop in Herkingen - 1:03.53

### 10 Eng. mijl
- 1993: 8e Fit Den Haag - 57.26

### halve marathon
- 1993: 5e NK in Sittard - 1:20.00
- 1993: 6e Bredase Singelloop - 1:16.06
- 1994: 6e halve marathon van Egmond - 1:17.48

### marathon
- 1993: 12e marathon van Rotterdam - 2:50.56
- 1993:  marathon van Eindhoven - 2:40.57